# Новояблонка (река)
Новояблонка (устар. Ново-Яблонка) — река в России, протекает в Хвалынском и Вольском районах Саратовской области. Устье реки находится в 26 км по левому берегу реки Терса на высоте 30 м над уровнем моря. Длина реки составляет 36 км. Площадь водосборного бассейна — 237 км².
Река начинается около села Новояблонка у западных склонов Хвалынских гор на высоком правом берегу Волги. Течёт на юг. На левом берегу село Селитьба, ниже которого река запружена. Ниже на левом берегу село Победа, ниже которого Новояблонка поворачивает на юго-запад и течёт параллельно Волге в нескольких километрах от неё. На двух берегах село Богородское.

## Данные водного реестра
По данным государственного водного реестра России относится к Нижневолжскому бассейновому округу, водохозяйственный участок реки — Волга от Саратовского гидроузла до Волгоградского гидроузла, без рек Большой Иргиз, Большой Караман, Терешка, Еруслан, Торгун. Речной бассейн реки — Волга от верхнего Куйбышевского водохранилища до впадения в Каспий.
Код объекта в государственном водном реестре — 11010002212112100009514.